# George Engel
George Engel (Kassel, Alemania, 15 de abril de 1836-Chicago, 11 de noviembre de 1887) fue un anarquista y sindicalista ejecutado luego de la Revuelta de Haymarket, junto con Albert Parsons, August Spies, y Adolph Fischer.

## Juventud
George Engel nació en una familia pobre junto con otros tres hermanos. Su padre Konrad, era albañil y murió antes de que George cumpliera los dos años de edad. Su madre murió cuando tenía doce años, quedando huérfano. Durante un tiempo vivió con una familia sustituta, pero a los catorce tuvo que buscar un trabajo para sobrevivir. Fue aprendiz de zapatero, pero no podía mantenerse.
Viajó a Fráncfort del Meno encontrando finalmente trabajo como aprendiz de pintor. Trabajó a lo largo de toda Alemania y en 1868 logró abrir un negocio por su propia cuenta. Ese mismo año se casó, pero como la situación económica en Alemania no era nada favorable, decidió realizar su sueño juvenil de emigrar a los Estados Unidos. Abandonó Alemania en 1872, y llegó primero a Filadelfia en enero de 1873, y trabajó en una refinería de azúcar. En 1874 se trasladó a Chicago, y en 1876 abrió una juguetería.

## Activismo
Trabajando como obrero, Engel conoció lo que era el socialismo cuando uno de sus compañeros lo llevó a una reunión de la AIT. Entonces, se unió a la Primera Internacional. En 1878 la ruptura entre las tendencias marxistas y anarquistas llevó a la disolución de la AIT, pero Engel se dedicó a formar otra organización, el Socialistic Labor Party of North America, y finalmente, en 1882, se unió a la recientemente fundada International Working People's Association.

## La Revuelta de Haymarket
El 3 de mayo de 1886, luego de enterarse de la masacre en la fábrica McCormick Plant el día anterior, asistió a un mitin en Grief's Hall. Esta reunión, posteriormente denominada por la acusación como la "Monday Night Conspiracy" ("Conspiración del lunes por la noche"), fue utilizada como prueba de que había una planificación en el atentado con explosivos de Haymarket. Un testigo aseguró que Engel había ideado un plan para volar las estaciones de policía y disparar a la policía en caso de ocurrir algún inconveniente. Engel alegó que estaba en la reunión solamente "porque se había propuesto dar ayuda a los huelguistas si la policía o los Pinkertons atacaban a los huelguistas".
A la noche siguiente, 4 de mayo, luego del atentado, Engel no estaba en la Plaza de Haymarket sino que estaba jugando a los naipes en su casa. Fue arrestado y se le acusó del crimen de complot para cometer un atentado. Con 50 años de edad, era el mayor de todos los acusados; fue sentenciado a pena de muerte en la horca. Luego de enterarse en 1887 de que habían escrito algunas cartas los acusados Samuel Fielden y Michael Schwab al gobernador de Illinois Richard James Oglesby, Engel escribió para que no tuvieran ningún tipo de clemencia con él.

## Muerte
Engel fue colgado con otros tres condenados el 11 de noviembre de 1887. Sus últimas palabras fueron "¿En qué consiste mi crimen? En que he trabajado por el establecimiento de un sistema social donde sea imposible que mientras unos amontonan millones otros caen en la degradación y la miseria. Así como el agua y el aire son libres para todos, así la tierra y las invenciones de los hombres de ciencia deben ser utilizadas en beneficio de todos. Vuestras leyes están en oposición con las de la naturaleza, y mediante ellas robáis a las masas el derecho a la vida, la libertad, el bienestar".
Engel fue enterrado en el cementerio alemán Waldheim Cemetery (actualmente Forest Home Cemetery) en Forest Park, Chicago.